# Pachycara brachycephalum
Pachycara brachycephalum är en fiskart som först beskrevs av P. Pappenheim 1912.  Pachycara brachycephalum ingår i släktet Pachycara och familjen tånglakefiskar. Inga underarter finns listade i Catalogue of Life.